# Clasmatodon rupestris
Clasmatodon rupestris là một loài Rêu trong họ Fabroniaceae. Loài này được (Sull. & Lesq.) Kindb. miêu tả khoa học đầu tiên năm 1894.